# آي بي آي بي (لغة برمجة)
آي بي آي بي (بالإنجليزية: ABAP وهي اختصار لعبارة Advanced Business Application Programming والتي تعني لغة برمجة التطبيقات التجارية المتقدمة) هي لغة برمجة عالية المستوى أنشئتها شركة البرمجيات الألمانية ساب إيه جي سنة 1983.